# Семенюк Григорій Фокович
Григорій Фокович Семенюк (нар. 4 березня 1947) — український філолог, доктор філологічних наук, професор, директор Навчально-наукового інституту філології Київського національного університету імені Тараса Шевченка, заслужений діяч науки і техніки України. Член голова Вченої ради Київського університету. Лавреат Державної премії України в галузі освіти (2017). Нагороджений Орденом «За заслуги» II ст. (2009), нагрудним знаком «Відмінник освіти України». Голова редакційної колегії збірника «Шевченкознавчі студії».

## Життєпис
Григорій Семенюк народився 4 березня 1947 року в с. Дроздів Гощанського району Рівненської області у селянській родині.
Закінчив Тучинську середню школу. У 1970 році закінчив Київський університет.
З 1970 по 1992 роки працював асистентом, доцентом, професором кафедри історії української літератури. Заступник декана філологічного факультету в 1980–1987 роках.
У 1992–1995 роках Григорій Семенюк начальник управління післядипломної освіти, начальник управління змісту базової освіти МОН України.
З 1995 по 1999 роки — професор, завідувач кафедри історії української літератури. Завідувач кафедри української літератури XX століття. філологічного факультету у 1999–2001 роках, завідувач кафедри української літератури ХХ ст. у 2001–2004 роках, завідувач кафедри новітньої української літератури у 2004–2007, та 2008-2014 роках Інституту філології. Член конкурсної комісії Всеукраїнського конкурсу рукописів підручників.
Директор Навчально-наукового Інституту філології Київського національного університету імені Тараса Шевченка з 2001 року.

## Доробок
Григорій Семенюк автор понад 200 праць, серед них 3 монографії.
Основні праці
- Відбиваючи ходу часу: герой сучасної української драматургії. 1985;
- Українська радянська драматургія. К., 1987 (у співавт.);
- Біля джерел. 1989;
- Українська драматургія 20-х років XX ст. К., 1992;
- Шевченкознавство в Київському університеті. К., 2004 (у співавт.);
- Микола Куліш і становлення української драматургії радянської доби. К., 1991;
- Ніколи не сміявся без любові: Творчий портрет Остапа Вишні. К., 2000.
- Історія української літератури. Кінець XIX — початок XX ст. Київ: Либідь, 2005. 622 с.: іл. ISBN 966-06-0397-5

## Нагороди
- Орден Святого Великомученика Георгія Побідоносця;
- Орден Святого Рівноапостольного князя Володимира Великого III ст. (2005);
- Орден «Зірка Італійської солідарності» (2007);
- Орден «За заслуги» II ст. (2009);
- Орден Святого Кирила і Мефодія (2010);
- Почесний нагрудний знак «Відмінник освіти України»;
- Почесна грамота Міністерства освіти і науки України.